# 吉田長淑
吉田 長淑（よしだ ちょうしゅく（もしくは、ちょうけい、ながよし、とも）、男性、安永8年（1779年） - 文政7年8月10日（1824年9月2日））は蘭学者、蘭方医。名は成徳、字は直心、号は齣谷、蘭馨、長淑。門弟に高野長英、渡辺崋山、小関三英、足立長雋、川本周篤、鈴木春山、湊長安。曾孫にドイツ語教師の吉田謙次郎（1855-1928）がいる。

## 生涯

### 経歴
長淑は安永8年（1779年）江戸で生まれた。父は幕臣馬場兵右衛門。のちに母方の親戚、吉田家に養子に出されその跡を継いだ。医学を志して漢方医土岐長元の門を叩くが飽き足らず、幕府の江戸医学館で蘭方医桂川甫周(4代目)、芝蘭堂四天王筆頭宇田川玄真の私塾・風雲堂で蘭学を学ぶ。
文化5年（1808年）加賀藩11代藩主前田治脩が江戸藩邸で病に倒れると、師の宇田川玄真が治療に功をなし、加賀藩からの招聘を受けたがこれを固辞、代わりに推薦されたのが風雲堂の高弟藤井方亭と長淑であった。長淑は以後加賀藩の庇護を受けることになった。
主に西洋内科の医学書を翻訳し、内科の発展に寄与しながら私塾・蘭馨堂を開いて後進の指導にもあたった。文政7年（1824年）7月、庇護を受けていた加賀藩主前田治脩が病に伏し、大恩に報いるは今と急行軍で駆けつけるも、旅の無理がたたり長淑自身も旅路の途上で倒れ加賀に辿り着いた時には藩主治脩は亡くなっていた。失意の中あくる月の文政7年（1824年）8月10日死去。享年47。

### 功績
鎖国により西洋のつながりをオランダのみに限定した為、西洋の学問は「オランダ学問」、「蘭学」と呼ばれていたが蘭学は蛮学（野蛮な学問）と罵られた時代、東洋医学を内科、西洋医学を外科とみなされるようになった。これは現在の内科、外科の区別と違い「医学の外」という別称でもあった。
そんな中、西洋医学の中から内科の学術書を次々と訳し日本初の西洋内科医として開業、これは東洋医学者達に大きな批判を浴び看板をおろすことになったが長淑の確かな腕と人格に加賀藩をはじめ多くの支持者が集まり日本の内科医学を大きく発展させた。また、長淑の死後弟子達が開いた蘭学グループ尚歯会は幕府から弾圧を受けるもその後の日本を動かす原動力の一つとして大きな役割を果たすことになった。

## 著書
- 内科解還
- 蘭薬鏡原
- 泰四熱病論

## 交流
- 杉田玄白
- 杉田伯元
- 大槻玄沢
- 宇田川玄随
- 亀田鵬斎
- 平田篤胤

## 文献・書籍
- 漫画
  - 風雲児たち（みなもと太郎著、リイド社 ISBN 4-8458-0179-5）
- 書籍
  - 近世の地方文化（愛知大学綜合郷土研究所（編）、名著出版、1991年）